# Billy De Wolfe
Billy De Wolfe (* 18. Februar 1907 in Quincy, Massachusetts; † 5. März 1974 in Los Angeles, Kalifornien) war ein US-amerikanischer Schauspieler.

## Leben
Wolfe war als Theater- und Filmschauspieler in den Vereinigten Staaten tätig. Während des Zweiten Weltkrieges war er bei der United States Navy. Von 1943 bis zu seinem Tode im Jahre 1974 war er in verschiedenen Filmrollen zu sehen. Ab 1943 stand er bei Paramount Pictures unter Vertrag. Hier spielte der einen markanten Schnurrbart tragende Charakterdarsteller mit der auffälligen Sprechweise zumeist aufgedrehte, blasierte oder effeminierte Figuren zu komödiantischen Zwecken. Seine „campige“ Leinwandfigur war zeitweise bei Zuschauern sehr beliebt. Billy De Wolfe, selbst homosexuell, spielte ähnlich wie etwa Franklin Pangborn oft andeutungsweise und klischeehaft schwul wirkende Figuren, zu einer Zeit, als Homosexualität wegen des Hays Codes nicht offen in Hollywood-Filmen gezeigt werden durfte.
An der Seite seiner guten Freundin Doris Day spielte De Wolfe in zwei Kinofilmen sowie später in zwölf Folgen ihrer Fernsehserie The Doris Day Show. Nach Auslaufen seines Vertrages bei Paramount in den 1950er-Jahren war De Wolfe nur noch selten auf der Kinoleinwand zu sehen. Stattdessen wandte er sich wieder der Bühnenarbeit zu und spielte unter anderem 1957 in der letzten Ausgabe der Ziegfeld Follies. Über zwei Jahre war er auch in der Rolle des J.B. Biggley in dem Musical How to Succeed in Business Without Really Trying zu sehen. Von den 1960er-Jahren bis zu seinem Tod arbeitete De Wolfe vermehrt für US-Fernsehserien, auch war er mehrfach Gast in der Talkshow von Johnny Carson. 1969 war er einer der Sprecher in dem Kurzfilm Frosty the Snowman, der in den USA bis heute Kultstatus genießt.
Billy De Wolfe starb 1974 im Alter von 67 Jahren an einer Krebserkrankung.

## Filmographie (Auswahl)
- 1943: Dixie
- 1945: Duffy's Tavern
- 1946: Miss Susie Slagle's
- 1946: Our Hearts Were Growing Up
- 1946: Blau ist der Himmel (Blue Skies)
- 1947: Meine bessere Hälfte (Dear Ruth)
- 1947: Pauline, laß das Küssen sein (The Perils of Pauline)
- 1947: Mädchen für Hollywood (Variety Girl) (Cameo)
- 1948: Isn’t It Romantic?
- 1949: Dear Wife
- 1950: Bezaubernde Frau (Tea for Two)
- 1951: Das Wiegenlied vom Broadway (Lullaby of Broadway)
- 1951: Dear Brat
- 1953: Madame macht Geschichte(n) (Call Me Madam)
- 1965: Amos Burke (Burke’s Law, Fernsehserie, Folge 2x21)
- 1965: Billie
- 1965: The Dick Van Dyke Show (Fernsehserie, Folge 5x04)
- 1966–1969: Süß, aber ein bißchen verrückt (That Girl, Fernsehserie, 3 Folgen)
- 1967: Pruitts of Southampton (Fernsehserie, 5 Folgen)
- 1967–1968: Good Morning World (Fernsehserie, 25 Folgen)
- 1969: Arsenic and Old Lace (Fernsehfilm)
- 1969: The Queen and I (Fernsehserie, 12 Folgen)
- 1969: Frosty the Snowman (Kurzfilm, Sprechrolle)
- 1970–1973: Doris Day in... (The Doris Day Show, Fernsehserie, 12 Folgen)
- 1973: Big Boy – Der aus dem Dschungel kam (The World’s Greatest Athlete)
- 1974: Free to Be... You and Me (Fernsehfilm, Sprechrolle)

## Auszeichnungen und Preise (Auswahl)
- Donaldson Awards